# Stadio di hockey di Ōi
Lo stadio di hockey di Ōi (大井ホッケー競技場?, Ōi hokkē kyōgi-ba) è uno stadio di hockey su prato situato all'interno del parco Ōi Futō Chūō Kaihin (大井ふ頭中央海浜公園?, Ōi futō chūō kaihin kōen), nel quartiere Shinagawa di Tokyo, e costruito in occasione dei Giochi della XXXII Olimpiade.

## Storia
I lavori di costruzione dell'impianto sono iniziati nel gennaio 2018 e sono terminati nel giugno 2019. Il 17 agosto lo stadio ha ospitato un evento test pre-olimpico. Dopo uno slittamento di un anno a causa della pandemia di COVID-19, dal 24 luglio al 6 agosto 2021 l'impianto ha ospitato il torneo di hockey su prato dei Giochi della XXXII Olimpiade.

## Caratteristiche
L'impianto occupa una superficie complessiva di 42 400 m² e si compone di due campi da gioco, uno principale e uno secondario. Il campo principale ha una capienza di 2 600 spettatori, mentre quello secondario di circa 500. Durante i giochi olimpici la capienza totale della struttura è stata di 15 000 spettatori. Dopo i giochi, l'impianto verrà utilizzato come stadio polivalente per diverse discipline.